# Coffi Codjia
Bonaventure Coffi Codjia (Segboroue, 1967. december 9. –) benini nemzetközi labdarúgó-játékvezető.

## Pályafutása

### Labdarúgóként
Fiatal korában jó labdarúgó játékos volt, de egy sérülés miatt 1986-ban be kellett fejeznie a játékot.

### Labdarúgó-játékvezetőként

#### Nemzeti játékvezetés
A játékvezetői vizsgát még játékos korában, 1983-ban - 16 évesen - tette le, majd a labdarúgás befejezésével aktiválta a tanultakat. Különböző labdarúgó osztályokban szerezte meg a szükségszerű tapasztalatokat. 1987-ben lett kerületi játékvezető. Ellenőreinek, sportvezetőinek és apja javaslatára - Alphonse Coffi Codjia, szintén nemzetközi játékvezető volt -, 1991-ben a legmagasabb osztály képviselője lett. Az aktív játékvezetéstől 2011-ben vonult vissza.
Játékvezetői hitvallása: A siker, a kitartás és az alázatosság egységéből fakad.[forrás?]

#### Nemzetközi játékvezetés
A Benini labdarúgó-szövetség Játékvezető Bizottságának (JB) felterjesztésére 1994-ben lett, a Nemzetközi Labdarúgó-szövetség (FIFA) nemzetközi játékvezetőinek tagja. Ő Afrika legfiatalabb nemzetközi játékvezetője. Több nemzetek közötti válogatott és klubmérkőzést vezetett vagy működő társának 4. bíróként segített. Az első nemzetközi válogatott mérkőzése 1995-ben, a Ghána–Niger találkozó volt. Az aktív nemzetközi játékvezetéstől 2011-ben búcsúzott. Válogatott mérkőzéseinek száma: 30.

##### Világbajnokság
Négy világbajnoki döntőhöz vezető úton Franciaországba a XVI., az 1998-as labdarúgó-világbajnokságra, Dél-Koreába és Japánba a XVII., a 2002-es labdarúgó-világbajnokságra, Németországba a XVIII., a 2006-os labdarúgó-világbajnokságra, valamint Dél-Afrikába a XIX., a 2010-es labdarúgó-világbajnokságra a FIFA JB bíróként alkalmazta. A selejtezők során az Afrikai Labdarúgó-szövetség (CAF) zónában szolgált. Világbajnokságon vezetett mérkőzéseinek száma: 3.

##### 1998-as labdarúgó-világbajnokság

###### Selejtező mérkőzés
| Időpont             | Helyszín                          | Mérkőzés típusa           | Mérkőzés           | Eredmény | Nézők száma |
| ------------------- | --------------------------------- | ------------------------- | ------------------ | -------- | ----------- |
| 1997. augusztus 16. | Municipal Stadion, Bobo Dioulasso | előselejtező (1. csoport) | Burkina Faso–Kenya | 2 : 4    | 10 000      |

##### 2002-es labdarúgó-világbajnokság
2002-ben a török sportvezetés levélben kérte a FIFA JB képviselőit, hogy cseréljék le tapasztaltabb játékvezetőre a kijelölt bírót. A kérésnek nem tettek eleget, de a török csapat nem ezért kapott ki.

###### Selejtező mérkőzés
| Időpont           | Helyszín                        | Mérkőzés típusa                        | Mérkőzés             | Eredmény | Nézők száma |
| ----------------- | ------------------------------- | -------------------------------------- | -------------------- | -------- | ----------- |
| 2000. április 23. | 4-Août Stadion, Ouagadougou     | előselejtező (E. csoport), első kör    | Burkina Faso–Etiópia | 3 : 0    | 25 000      |
| 2001. március 22. | Nemzeti Stadion, Monrovia       | előselejtező (B. csoport), második kör | Libéria–Szudán       | 2 : 0    | 35 000      |
| 2001. július 21.  | 1956. május 19. Stadion, Annaba | előselejtező (C. csoport), második kör | Algéria–Egyiptom     | 1 : 1    | 38 000      |

##### Világbajnoki mérkőzés
| Időpont         | Helyszín                  | Mérkőzés típusa              | Mérkőzés               | Eredmény | Nézők száma |
| --------------- | ------------------------- | ---------------------------- | ---------------------- | -------- | ----------- |
| 2002. június 9. | Központi Stadion, Incshon | csoportmérkőzés (C. csoport) | Costa Rica–Törökország | 1 : 1    | 42 299      |

##### 2006-os labdarúgó-világbajnokság

###### Selejtező mérkőzés
| Időpont             | Helyszín                        | Mérkőzés típusa                       | Mérkőzés                | Eredmény | Nézők száma |
| ------------------- | ------------------------------- | ------------------------------------- | ----------------------- | -------- | ----------- |
| 2003. október 12.   | Independence Stadion, Bakau     | előselejtező (első forduló)           | Gambia–Libéria          | 2 : 0    | 20 000      |
| 2004. június 6.     | Nemzeti Stadion, Paynesville    | előselejtező (1. csoport), 2. forduló | Libéria–Mali            | 1 : 0    | 30 000      |
| 2004. június 20.    | Szeptember 28. Stadion, Conakry | előselejtező (5. csoport), 2. forduló | Guinea–Tunézia          | 2 : 1    | 15 300      |
| 2005. március 27.   | Nemzeti Stadion, Harare         | előselejtező (4. csoport), 2. forduló | Zimbabwe–Angola         | 2 : 0    | 40 894      |
| 2005. szeptember 3. | 4-Août Stadion, Ouagadougou     | előselejtező (2. csoport), 2. forduló | Burkina Faso–Dél-Afrika | 3 : 1    | 25 000      |
| 2005. október 8.    | Kamuzu Stadion, Blantyre        | előselejtező (5. csoport), 2. forduló | Malawi–Kenya            | 3 : 0    | 12 000      |

##### Világbajnoki mérkőzés
| Időpont          | Helyszín                             | Mérkőzés típusa              | Mérkőzés                   | Eredmény | Nézők száma |
| ---------------- | ------------------------------------ | ---------------------------- | -------------------------- | -------- | ----------- |
| 2006. június 15. | Imtech Stadion, Hamburg              | csoportmérkőzés (A. csoport) | Ecuador–Costa Rica         | 3 : 0    | 50 000      |
| 2006. június 23. | Fritz Walter Stadion, Kaiserslautern | csoportmérkőzés (H. csoport) | Szaúd-Arábia–Spanyolország | 0 : 1    | 46 000      |

##### 2010-es labdarúgó-világbajnokság
A FIFA JB 2008. október 24-én bejelentette, hogy a 2010-ben Dél-Afrikában rendezendő labdarúgó-világbajnokság  játékvezetőinek átmeneti, 54-es listájára helyezte. 2009-ben a hármas tagjai közül valaki nem tudta teljesíteni a cooper tesztet, ezért a további foglalkoztatása háttérbe szorult.

###### Selejtező mérkőzés
| Időpont             | Helyszín                                       | Mérkőzés típusa                       | Mérkőzés                               | Eredmény | Nézők száma |
| ------------------- | ---------------------------------------------- | ------------------------------------- | -------------------------------------- | -------- | ----------- |
| 2008. június 1.     | Nuevo Stadion, Malabo                          | előselejtező (4. csoport), 2. forduló | Egyenlítői-Guinea–Sierra Leone         | 2 : 0    | 13 000      |
| 2008. június 14.    | Benjamin Mkapa National Stadion, Dar es-Salaam | előselejtező (1. csoport), 2. forduló | Tanzánia–Kamerun                       | 0 : 0    | 55 000      |
| 2008. október 11.   | Kamuzu Stadion, Blantyre                       | előselejtező (12. csoport)            | Malawi–Kongói Demokratikus Köztársaság | 2 : 1    | 50 000      |
| 2009. március 28.   | Amahoro Stadion, Kigali                        | előselejtező (C. csoport), 3. forduló | Ruanda–Algéria                         | 0 : 0    | 22 000      |
| 2009. szeptember 5. | Kamuzu Stadion, Blantyre                       | előselejtező (E. csoport), 3. forduló | Malawi–Guinea                          | 2 : 1    | 15 000      |

---

##### U20-as labdarúgó-világbajnokság
Argentína a 2001-es ifjúsági labdarúgó-világbajnokságot, Hollandia a 2005-ös ifjúsági labdarúgó-világbajnokságot, ahol a FIFA JB hivatalnokként foglalkoztatta.

##### 2001-es U20-as labdarúgó-világbajnokság
| Időpont          | Helyszín                             | Mérkőzés típusa              | Mérkőzés            | Eredmény | Nézők száma |
| ---------------- | ------------------------------------ | ---------------------------- | ------------------- | -------- | ----------- |
| 2001. június 17. | Chateau Carreras Stadion, Córdoba    | csoportmérkőzés (B. csoport) | Irak–Kanada         | 3 : 0    | 5 100       |
| 2001. június 23. | Malvinas Argentinas Stadion, Mendoza | csoportmérkőzés (C. csoport) | Kína–Chile          | 0 : 1    | 8 000       |
| 2001. július 1.  | Malvinas Argentinas Stadion, Mendoza | egyik negyeddöntő            | Csehország–Paraguay | 0 : 1    | 6 000       |

##### 2005-ös U20-as labdarúgó-világbajnokság
| Időpont          | Helyszín                          | Mérkőzés típusa              | Mérkőzés               | Eredmény | Nézők száma |
| ---------------- | --------------------------------- | ---------------------------- | ---------------------- | -------- | ----------- |
| 2005. június 12. | Univé Stadion, Emmen              | csoportmérkőzés (F. csoport) | Dél-Korea–Svájc        | 1 : 2    | 8 000       |
| 2005. június 17. | De Vijverberg Stadion, Doetinchem | csoportmérkőzés (C. csoport) | Spanyolország–Honduras | 3 : 0    | 3 000       |

##### Afrikai nemzetek kupája
Ghána és Nigéria a 22., a 2000-es afrikai nemzetek kupája, Mali a 23., a 2002-es afrikai nemzetek kupája, Tunézia a 24., a 2004-es afrikai nemzetek kupája, Egyiptom a 25., a 2006-os afrikai nemzetek kupája, Ghána a 26., a 2008-as afrikai nemzetek kupája, Angola a 27., a 2010-es afrikai nemzetek kupája, valamint Egyenlítői-Guinea és Gabon a 28., a 2012-es afrikai nemzetek kupája tornát rendezte, ahol a Afrikai Labdarúgó-szövetség (CAF) JB hivatalnoki szolgálatokkal bízta meg.

#### =2000-es afrikai nemzetek kupája

###### Afrikai Nemzetek Kupája mérkőzés
| Időpont           | Helyszín                  | Mérkőzés típusa              | Mérkőzés           | Eredmény | Nézők száma |
| ----------------- | ------------------------- | ---------------------------- | ------------------ | -------- | ----------- |
| 2000. január 23.  | Sani Abacha Stadion, Kano | csoportmérkőzés (C. csoport) | Egyiptom–Zambia    | 2 : 0    | 18 000      |
| 2000. február 3.  | Nemzeti Stadion, Lagos    | csoportmérkőzés (D. csoport) | Nigéria–Marokkó    | 2 : 0    | 40 000      |
| 2000. február 12. | Városi Stadion, Accra     | bronzmérkőzés                | Dél-Afrika–Tunézia | 2 : 2    | 1 000       |

##### 2002-es afrikai nemzetek kupája

###### Selejtező mérkőzés
| Időpont             | Helyszín                     | Mérkőzés típusa           | Mérkőzés         | Eredmény | Nézők száma |
| ------------------- | ---------------------------- | ------------------------- | ---------------- | -------- | ----------- |
| 2000. szeptember 3. | Nemzeti Stadion, Brazzaville | kvalifikáció (2. csoport) | Kongó–Dél-Afrika | 1 : 2    |             |

###### Afrikai Nemzetek Kupája mérkőzés
| Időpont          | Helyszín                        | Mérkőzés típusa              | Mérkőzés                                | Eredmény | Nézők száma |
| ---------------- | ------------------------------- | ---------------------------- | --------------------------------------- | -------- | ----------- |
| 2002. január 20. | Babemba Traoré Stadion, Sikasso | csoportmérkőzés (C. csoport) | Kamerun–Kongói Demokratikus Köztársaság | 1 : 0    | 15 000      |
| 2002. január 31. | Modibo Kéïta Stadion, Bamako    | csoportmérkőzés (D. csoport) | Egyiptom–Zambia                         | 2 : 1    | 10 000      |
| 2002. február 7. | Modibo Kéïta Stadion, Bamako    | egyik elődöntő               | Nigéria–Szenegál                        | 1 : 2    | 20 000      |

##### 2004-es afrikai nemzetek kupája

###### Afrikai Nemzetek Kupája mérkőzés
| Időpont           | Helyszín                   | Mérkőzés típusa              | Mérkőzés        | Eredmény | Nézők száma |
| ----------------- | -------------------------- | ---------------------------- | --------------- | -------- | ----------- |
| 2004. január 25.  | Olimpiai Stadion, Szúza    | csoportmérkőzés (C. csoport) | Kamerun–Algéria | 1 : 1    | 20 000      |
| 2004. február 11. | November 7. Stadion, Radès | egyik elődöntő               | Tunézia–Nigéria | 1 : 1    | 56 000      |

##### 2006-os afrikai nemzetek kupája

###### Afrikai Nemzetek Kupája mérkőzés
| Időpont          | Helyszín                             | Mérkőzés típusa              | Mérkőzés         | Eredmény | Nézők száma |
| ---------------- | ------------------------------------ | ---------------------------- | ---------------- | -------- | ----------- |
| 2006. január 24. | Nemzetközi Stadion, Kairó            | csoportmérkőzés (A. csoport) | Egyiptom–Marokkó | 0 : 0    |             |
| 2006. február 3. | Harras El-Hedoud Stadion, Alexandria | egyik negyeddöntő            | Guinea–Szenegál  | 2 : 3    | 17 000      |

##### 2008-as afrikai nemzetek kupája

###### Afrikai Nemzetek Kupája mérkőzés
| Időpont           | Helyszín                  | Mérkőzés típusa              | Mérkőzés         | Eredmény | Nézők száma |
| ----------------- | ------------------------- | ---------------------------- | ---------------- | -------- | ----------- |
| 2008. január 26.  | Baba Yara Stadion, Kumasi | csoportmérkőzés (C. csoport) | Egyiptom–Szudán  | 3 : 0    | 15 000      |
| 2008. január 31.  | Városi Stadion, Tamale    | csoportmérkőzés (D. csoport) | Tunézia–Angola   | 0 : 0    | 10 000      |
| 2008. február 10. | Ohene Djan Stadion, Accra | döntő                        | Kamerun–Egyiptom | 0 : 1    | 44 000      |

##### 2010-es afrikai nemzetek kupája

###### Afrikai Nemzetek Kupája mérkőzés
| Időpont          | Helyszín                       | Mérkőzés típusa              | Mérkőzés         | Eredmény | Nézők száma |
| ---------------- | ------------------------------ | ---------------------------- | ---------------- | -------- | ----------- |
| 2010. január 17. | Alto da Chela Stadion, Lubango | csoportmérkőzés (D. csoport) | Gabon–Tunézia    | 0 : 0    | 16 000      |
| 2010. január 28. | Sr. da Graça Stadion, Benguela | egyik elődöntő               | Algéria–Egyiptom | 0 : 4    | 25 000      |

##### 2012-es afrikai nemzetek kupája

###### Selejtező mérkőzés
| Időpont             | Helyszín                        | Mérkőzés típusa           | Mérkőzés           | Eredmény |
| ------------------- | ------------------------------- | ------------------------- | ------------------ | -------- |
| 2010. szeptember 5. | Nemzeti Stadion, Paynesville    | előselejtező (A. csoport) | Libéria–Zimbabwe   | 1 : 1    |
| 2011. június 5.     | Szeptember 28. Stadion, Conakry | előselejtező (4. csoport) | Guinea–Madagaszkár | 4 : 1    |

##### Ázsia Kupa
Kína rendezte a 13., a 2004-es Ázsia-kupa nemzetközi labdarúgó tornát, ahol az AFC JB vendég bíróként alkalmazta.

##### 2004-es Ázsia-kupa

###### Ázsia-kupa mérkőzés
| Időpont          | Helyszín                             | Mérkőzés típusa              | Mérkőzés                 | Eredmény | Nézők száma |
| ---------------- | ------------------------------------ | ---------------------------- | ------------------------ | -------- | ----------- |
| 2004. július 22. | Sichuan Longquanyi Stadion, Chengdu  | csoportmérkőzés (C. csoport) | Üzbegisztán–Szaúd-Arábia | 1 : 0    | 22 000      |
| 2004. július 25. | Shandong Sport Center Stadion, Jinan | csoportmérkőzés (A. csoport) | Bahrein–Indonézia        | 3 : 1    | 20 000      |

##### Konföderációs-kupa
Mexikó a 4., az 1999-es konföderációs kupa, Franciaország a 6., a 2003-as konföderációs kupa, valamint Dél-afrikai Köztársaság a 8., 2009-es konföderációs kupa nemzetközi labdarúgó tornát, ahol a FIFA JB bírói szolgálattal bízta meg.

###### 1999-es konföderációs kupa
| Időpont          | Helyszín                     | Mérkőzés típusa              | Mérkőzés              | Eredmény | Nézők száma |
| ---------------- | ---------------------------- | ---------------------------- | --------------------- | -------- | ----------- |
| 1999. július 28. | Jalisco Stadion, Guadalajara | csoportmérkőzés (B. csoport) | Németország–Új-Zéland | 2 : 0    | 42 000      |

###### 2003-as konföderációs kupa
| Időpont          | Helyszín               | Mérkőzés típusa              | Mérkőzés        | Eredmény | Nézők száma |
| ---------------- | ---------------------- | ---------------------------- | --------------- | -------- | ----------- |
| 2003. június 18. | France Stadion, Párizs | csoportmérkőzés (A. csoport) | Új-Zéland–Japán | 0 : 3    | 36 038      |

###### 2009-es konföderációs kupa
| Időpont          | Helyszín                           | Mérkőzés típusa              | Mérkőzés                | Eredmény | Nézők száma |
| ---------------- | ---------------------------------- | ---------------------------- | ----------------------- | -------- | ----------- |
| 2009. június 14. | Royal Bafokeng Stadion, Rustenburg | csoportmérkőzés (A. csoport) | Új-Zéland–Spanyolország | 0 : 5    | 21 649      |

##### Klub-világbajnokság
Japán a 4. a 2007-es FIFA-klub-világbajnokságot, illetveEgyesült Arab Emírségek a 6., a 2009-es FIFA-klubvilágbajnokságot rendezte, ahol a FIFA JB bíróként foglalkoztatta.

###### 2007-es FIFA klub-világbajnokság
| Időpont            | Helyszín                           | Mérkőzés típusa   | Mérkőzés                            | Eredmény | Nézők száma |
| ------------------ | ---------------------------------- | ----------------- | ----------------------------------- | -------- | ----------- |
| 2007. december 10. | Toyota Saupin Stadion, Toyota City | egyik negyeddöntő | Sepahan FC (AFC)–Urava Red Diamonds | 1 : 3    | 33 263      |

###### 2009-es FIFA klub-világbajnokság
| Időpont            | Helyszín                        | Mérkőzés típusa   | Mérkőzés                                      | Eredmény | Nézők száma |
| ------------------ | ------------------------------- | ----------------- | --------------------------------------------- | -------- | ----------- |
| 2009. december 12. | Sheikh Zayed Stadion, Abu-Dzabi | egyik negyeddöntő | Auckland City FC (OFC)–Club de Fútbol Atlante | 0 : 3    | 7 222       |

##### Nemzetközi kupamérkőzések
Vezetett Kupa-döntők száma: 3

###### CAF Kupagyőztesek kupa
| Időpont            | Helyszín                  | Mérkőzés típusa     | Mérkőzés                                          | Eredmény | Nézők száma |
| ------------------ | ------------------------- | ------------------- | ------------------------------------------------- | -------- | ----------- |
| 1998. november 21. | El Menzah Stadion, Tunisz | első döntő mérkőzés | Espérance (tunéziai)–Primeiro de Agosto (angolai) | 3 : 1    | 35 000      |

###### CAF Kupa
| Időpont            | Helyszín                 | Mérkőzés típusa     | Mérkőzés                                                  | Eredmény |
| ------------------ | ------------------------ | ------------------- | --------------------------------------------------------- | -------- |
| 1999. november 13. | Olimpiai Stadion, Szúsza | első döntő mérkőzés | Etoile du Sahel (tunéziai)–Wydad AC Casablanca (marokkói) | 1 : 0    |

###### Afrikai Bajnokok Ligája
| Időpont           | Helyszín                          | Mérkőzés típusa     | Mérkőzés                                 | Eredmény | Nézők száma |
| ----------------- | --------------------------------- | ------------------- | ---------------------------------------- | -------- | ----------- |
| 2001. december 8. | Loftus Versfeld Stadion, Pretoria | első döntő mérkőzés | Mamelodie Sundowns (dél-afrikai)–Al Ahly | 1 : 1    | 5 000       |